# Центр злагоди
Центр злагоди (латис. Saskaņas Centrs, SC; рос. Центр Согласия, ЦС) — латвійський лівоцентриський блок політичних партій, заснований 9 червня 2005 року.

## Історія
Об'єднання політичних організацій (партій) «Центр злагоди» (ЦС) було засновано в 2005 році. Головою «Центру злагоди» восени 2005 року був обраний Ніл Ушаков. Спочатку політичне об'єднання «Центр злагоди» включало в себе чотири лівих, ліво-центристських і центристських партій:
- Партію народної злагоди (голова — Яніс Урбанович);
- Політичну партію «Новий центр» (голова — Сергій Долгополов);
- Даугавпілську міську партію (голова — Віталій Азаревіч);
- Соціалістичну партію Латвії (голова — Алфредс Рубікс).

Під час парламентських виборів 2006 року партія отримала 14,42% (130887 голосів) і виграла 17 з 100 місць. Вона стала четвертою за величиною партією в парламенті і другою за величиною опозиційною партією.
Пізніше — в 2009 році — до складу політичного об'єднання увійшла Соціал-демократична партія (голова — Егілс Рутковскіс). У 2009 році три учасники «Центру злагоди» (Партія народної злагоди, Політична партія «Новий центр», Соціал-демократична партія) домовилися про створення об'єднаної Соціал-демократичної партії «Злагода» (СДПС). Об'єднавчий з'їзд СДПС відбувся в квітні 2010 року, і всі три партії, що увійшли до складу нової політичної сили, були ліквідовані. Головою правління Соціал-демократичної партії «Злагода» був обраний Яніс Урбанович. «Центр Злагоди» продовжує об'єднувати Соціал-демократичну партію «Злагода», Даугавпілську міську партію і Соціалістичну партію Латвії. 
Під час парламентських виборів 2010 року Центр злагоди став другою латвійської політичною силою і найбільшим опозиційним альянсом в парламенті. Він отримав 26,04% (251397 голосів) і виграв 29 із 100 місць.
Голова правління політичного об'єднання «Центр Злагоди» — Ніл Ушаков. До складу правління також входять Яніс Урбанович, Сергій Долгополов, Егілс Рутковскіс, Віталій Азаревіч і Альфред Рубікс.

## Політична позиція

### Щодо Української кризи
Урбанович звинуватив Українську кризу в тому, що, на його думку, було "зусиллями Заходу саботувати російські плани щодо Євразійського митного союзу", і назвав анексію Криму Російською Федерацією "відчайдушним заходом з боку Росії з метою запобігання економічному та військовому дисбалансу в зоні контакту Південно-Східної Європи між НАТО і Росією", посилаючись на часткове виправдання прецедент округу Абрене.
Ушаков заявив, що повністю підтримує українську територіальну цілісність, "включаючи Крим", але не хоче аналізувати, хто винен у тому, що сталося в Україні, і закликав до міжнародного розслідування. Він також розкритикував санкції ЄС проти Росії як неефективні та шкідливі для латвійської економіки. 4 березня 2014 року 28 депутатів Центру злагоди проголосували проти резолюції Сейму, яка рішуче засуджувала військову участь та агресію Росії в Україні.

## Співробітництво
21 жовтня 2009 року в Санкт-Петербурзі голова парламентської фракції «Центру злагоди» Яніс Урбанович підписав угоду про співпрацю з російською правлячою партією «Єдина Росія».